# Коэн, Дженджи
Дженджи Коэн (англ. Jenji Kohan, род. 5 июля 1969) — американская телевизионная сценаристка и продюсер. Коэн выиграла «Эмми» за шоу Tracey Takes On... и с тех пор получила еще семь номинаций, включая три за сценарий комедийного сериала. Она также в 2006 году выиграла Премию Гильдии сценаристов США, а в дополнение еще пять раз номинировалась на награду. В 2014 году Коэн была включена в список ста наиболее влиятельных людей года по мнению американского журнала Time.

## Биография
Коэн родилась в Лос-Анджелесе, штат Калифорния, в семье сценариста и новеллиста. Она имеет двух старших братьев, которые также являются телевизионными сценаристами, отмеченными премиями «Эмми». В 1991 году она окончила Колумбийский университет и вскоре начала свою телевизионную карьеру.

## Карьера
В начале карьеры Коэн писала сценарии для «Принц из Беверли-Хиллз», «Без ума от тебя» и «Секс в большом городе». прежде чем найти успех как регулярная сценаристка и продюсер скетч-шоу Tracey Takes On.... В начале 2000-х она разработала несколько провальных ситкомов, прежде чем создать черную комедию «Дурман» для Showtime. Когда в 2012 году шоу завершилось, Коэн создала сериал «Оранжевый — хит сезона» для Netflix, проект, который стал её наиболее критически признанным проектом в карьере, заработав 12 номинаций на «Эмми» за первый сезон. Будучи шоураннером, Коэн в своих проектах делает упор на разнообразный актёрский состав и феминизм в лице сильных женских персонажей.

## Личная жизнь
С 1997 по 2019 год Коэн была замужем за независимым журналистом Кристофером Ноксоном, от которого у неё есть двое детей — дочь Элайза Ноксон и сын Оскар Ноксон. Их старший сын, Чарльз «Чарли» Ноксон (1999 — 31 декабря 2019), погиб в лыжной катастрофе 31 декабря 2019 года, въехав в знак на трассе среднего уровня на горнолыжном курорте Парк-Сити в штате Юта. Он был один на трассе, и свидетелей катастрофы не было. Он был вскоре обнаружен другими лыжниками и объявлен мёртвым в возрасте 20 лет командой санитарной авиации прежде, чем оказаться в больнице. Он имел опыт катания на лыжах и был в шлеме. Причина смерти расследуется.